# Судаков, Иван Иванович
Иван Иванович Судаков (30 сентября 1896, Гумнищи, Ярославская губерния — 30 сентября 1976, Ленинград) — русский офицер, советский генерал-майор, командир 116-й отдельной морской стрелковой бригады в период Великой Отечественной войны. Член ВКП(б).

## Биография
Родился 30 сентября 1896 года в деревне Гумнища (ныне — в Некрасовском районе Ярославской области) в мелкопоместной семье. Учился в реальном училище.
С началом Первой мировой войны призван в армию; окончил годичные курсы прапорщиков московского Алексеевского училища. С 1916 г. воевал на южном фронте (поручик, командовал пулемётным подразделением полка), награждён орденами Св. Анны, Св. Владимира. Был избран секретарём полкового комитета. В 1917 г. в бою был тяжело контужен, лечился в госпитале (Одесса), вернулся в Ярославскую губернию.
В 1917 г., после Октябрьской революции, вступил в ряды Красной Армии. Участвовал в Гражданской и Польской войнах в 1920 году, после чего служил в Красной Армии на различных командных должностях. Учился на командных курсах «Выстрел». С 1940 г. — член ВКП(б). В 1941 г. — полковник, заместитель начальника Ивановского военно-политического училища по боевой подготовке.
С началом Великой Отечественной войны — командир 30-й стрелковой запасной бригады, которую сформировал в гороховецких лагерях (Горьковская область). Готовил из призывников боевые подразделения (маршевые роты) для защиты Москвы и последующего контрнаступления. За умелое командование и высокую боевую подготовку был удостоен благодарности инспектировавшего бригаду маршала К. Е. Ворошилова и награждён орденом Красной звезды.
С 7 октября 1942 г. — командир 116-й отдельной морской стрелковой бригады, которую сформировал в городе Калуге, в основном из моряков Тихоокеанского флота. В конце года бригада вошла в состав соединений Брянского фронта. 18 февраля 1943 г. вблизи села Городище (Орловская область) приняла первый, самый кровопролитный бой, в котором без танков и при слабой огневой поддержке, ценой больших потерь поставленная задача была выполнена.
11 марта 1943 г. при проведении рекогносцировки на переднем крае у села Красное Сергиево попал под миномётный обстрел и был тяжело ранен. Фактически ему спас жизнь его адъютант Николай Петрович Рыльцев — накрыв командира своим телом, он получил множественное (27 осколков мины) осколочное ранение. И. И. Судаков лечился в госпиталях Тулы, Иваново. После излечения назначен начальником 3-го Ленинградского стрелково-снайперского училища. В апреле 1945 г. получил звание «генерал-майор».
После войны командовал Сызранским пехотным училищем, окончил Московские Высшие курсы Академии им. Фрунзе, служил в Ленинграде. Вышел в отставку в 1956 году.
Похоронен на Серафимовском мемориальном кладбище (Санкт-Петербург).

### Семья
- Отец — Иван Александрович Судаков. За участие в революционном движении был исключен из Московской лесотехнической Академии, сослан на родину под надзор полиции, где в состоянии тяжёлой депрессии покончил жизнь самоубийством. Вдова вышла вторично замуж за мелкого лесопромышленника Павла Александровича Тюкова.
- Жена (с 1924) — Анна Павловна (урожденная Разумовская; ? — 1986), учитель истории; похоронена на Серафимовском кладбище.
- Три сына.

## Награды
СССР
- Орден Красной Звезды (1942)
- Медаль XX лет РККА
- Медаль «За победу над Германией в Великой Отечественной войне 1941—1945 гг.»
- Две других медали
- Орден Отечественной войны I степени
- Два ордена Красного Знамени
- Орден Ленина

Российская империя
- Орден Святой Анны
- Орден Святого Владимира